# 艾恩斯利河大桥
艾恩斯利河大桥（英語：Einasleigh River Bridge）是澳大利亚昆士兰州的一座跨过艾恩斯利河的公路桥。